# Тобіас Більстрем
Тобіас Більстрем (швед. Tobias Billström; нар. 27 грудня 1973, Мальме, Мальмегус, Швеція) — шведський політик, член Поміркованої коаліційної партії. Міністр закордонних справ Швеції в уряді Ульфа Крістерссона з 18 жовтня 2022 року по 10 вересня 2024 року.
З 2017 до обрання на посаду міністра був лідером фракції «Поміркованих» у парламенті. З 2006 до 2014 року він обіймав посаду міністра з питань міграції та політики притулку. Більстрем керував цим відомством найдовше в історії Швеції.
Обіймав посаду віцеспікера Риксдаґу у 2014—2017 рр. і вважається важливим союзником України.

## Освіта
Більстрем — історик за освітою. Закінчив магістратуру Кембриджського університету, а також магістратуру Лундського університету за спеціальністю «історія». У наукових працях розглядав британський колоніалізм.

## Приватне життя
Перший відкритий бісексуал, що обіймав посаду міністра у Швеції. З 2008 року одружений зі Софією Окерман, подружжя має дочку.

## Міністр закордонних справ
18 жовтня 2022 року він був призначений міністром закордонних справ Швеції в уряді Крістерссона. У свій перший день на посаді Біллстрем заявив, що не використовуватиме термін «феміністська зовнішня політика», як його попередниця Анн Лінде.
28 листопада разом з головами МЗС Естонії, Литви, Латвії, Фінляндії, Норвегії та Ісландії відвідав Україну з офіційним візитом.